# Igor Trandenkov
Igor Leonidovitsj Trandenkov (Russisch: Игорь Леонидович Транденков) (Leningrad, 17 augustus 1966) is een voormalige Russische polsstokhoogspringer. Hij werd meervoudig Russisch kampioen en is het meest bekend om zijn twee zilveren olympische medailles. Ook won hij verschillende medailles op andere grote internationale atletiekwedstrijden. In 1993, 1995 en 1996 sprong hij de beste jaarprestatie (indoor). Zijn persoonlijk record van 6,01 m was in 1996 goed voor zijn enige beste jaarprestatie (outdoor) en leverde hem het lidmaatschap op van de prestigieuze "6 meter club".

## Biografie

### Jeugd
Zijn eerste grote succes behaalde Trandenkov in 1985, toen hij het onderdeel polsstokhoogspringen won op de Europese jeugdkampioenschappen met een beste poging van 5,45. Achter hem eindigden zijn landgenoot Grigori Jegorov (zilver; 5,40) en de Oost-Duitser Mike Thiede (brons; 5,30).

### Senioren
In 1992 maakte Igor Tradenkov zijn olympische debuut op de Olympische Spelen van Barcelona. Met een beste poging 5,80 won hij een zilveren medaille achter zijn landgenoot Maksim Tarasov (goud; 5,80) en voor de Spanjaard Javier García (brons; 5,75).
Een jaar later won hij een bronzen medaille op de wereldkampioenschappen in Stuttgart. Op het EK van 1994 in Helsinki sprong hij knap over 5,90 en won hiermee een zilveren medaille. In 1995 werd hij zevende op de wereldkampioenschappen in Göteborg.
In het olympische jaar 1996 was Tradenkov goed in vorm. Vlak voor de Spelen verbeterde hij zijn PR naar 6,01 (beste wereldjaarprestatie). Op deze Spelen van Atlanta veroverde hij zijn tweede olympische zilveren medaille. Ditmaal pakte de Fransman Jean Galfione het goud, die eveneens 5,92 sprong, maar dan met minder foutsprongen. Het brons ging naar de Duitser Andrei Tivontchik.
In zijn actieve tijd was Igor Tradenkov aangesloten bij Dynamo St. Petersburg. Hij is getrouwd met de Russische sprintster Marina Trandenkova.

## Titels
- Russisch kampioen polsstokhoogspringen - 1994, 1995, 1996
- Russisch indoorkampioen polsstokhoogspringen - 1994
- Europees jeugdkampioen polsstokhoogspringen - 1985

## Persoonlijke records
| Onderdeel                      | Prestatie | Datum           | Plaats          |
| ------------------------------ | --------- | --------------- | --------------- |
| polsstokhoogspringen (outdoor) | 6,01 m    | 4 juli 1996     | Sint-Petersburg |
| polsstokhoogspringen (indoor)  | 5,90 m    | 7 februari 1993 | Grenoble        |

## Prestaties
| Jaar | Wedstrijd         | Plaats            | Resultaat | Extra  |
| ---- | ----------------- | ----------------- | --------- | ------ |
| 1985 | EK junioren       | Cottbus           | 1e        | 5,45 m |
| 1992 | OS                | Barcelona         | 2e        | 5,80 m |
| 1993 | WK indoor         | Toronto           | 4e        | 5,80 m |
|      | WK                | Stuttgart         | 3e        | 5,80 m |
|      | Grand Prix Finale | Londen            | 6e        | 5,60 m |
| 1994 | EK indoor         | Parijs            | 3e        | 5,75 m |
|      | EK                | Helsinki          | 2e        | 5,90 m |
|      | Goodwill Games    | Sint-Petersburg   | 1e        | 5,90 m |
|      | Grand Prix Finale | Parijs            | 7e        | 5,45 m |
| 1995 | WK                | Göteborg          | 7e        | 5,70 m |
|      | Europacup         | Villeneuve-d'Ascq | 1e        | 5,90 m |
|      | Grand Prix Finale | Monaco            | 4e        | 5,75 m |
| 1996 | OS                | Atlanta           | 2e        | 5,92 m |
|      | Grand Prix finale | Milaan            | 3e        | 5,80 m |